# Péter Meseországban
A Péter Meseországban (eredeti cím: Peterchens Mondfahrt) 1990-ben bemutatott német rajzfilm, amelynek a rendezője Wolfgang Urchs, az írói Alexander Kekulé és Wolfgang Urchs. A mozifilm a TC-Film, a Trickfilmstudio és az A. Film A/S gyártásában készült, a ZDF forgalmazásában jelent meg. Műfaját tekintve fantasyfilm. 
Németországban 1990. november 29-én mutatták be.

## Szereplők
| Szereplő  | Eredeti hang          | Magyar hang    |
| --------- | --------------------- | -------------- |
| Péter     | André Schmidtsdorf    | Morvay Bence   |
| Annabella | Nathalie del Castillo | Pekár Adrienn  |
| Zümvári   | Manfred Lichtenfeld   | Fesztbaum Béla |
| Álommanó  | Walter Reichelt       | Szélyes Imre   |

További magyar hangok: Dózsa László, F. Nagy Erika, Harsányi Gábor, Melis Gábor, Mics Ildikó, Nádasi Veronika, Tunyogi István